# Euphylidorea platyphallus
Euphylidorea platyphallus là một loài ruồi trong họ Limoniidae. Chúng phân bố ở miền Tân bắc.